# Против всех (фильм)
«Против всех» в советском прокате — «Война за веру: Против всех» (чеш. Proti všem) — чехословацкий художественный фильм, снятый кинорежиссёром Отакаром Ваврой в 1956 году на киностудии Баррандов по мотивам произведений писателя Алоиса Йирасека, третья часть гуситской трилогии О. Вавры после «Яна Гуса» (1954) и «Яна Жижки» (1955).
Премьера фильма состоялась 4 октября 1957 года.

## Сюжет
Действие фильма разворачивается в 1420 году. Наиболее радикальная часть богемских гуситов-таборитов основывает город Табор на горе Фавор, чтобы осуществить мечту о жизни в равноправной коммуне. В то же время новый король Богемии Сигизмунд, император Священной Римской империи, готовится к большому крестовому походу против еретиков. Чтобы предотвратить войну, пражские власти, в которых доминировали умеренные гуситы, вступили в переговоры с монархом. Когда переговоры терпят неудачу, жители Праги вызывают на защиту знаменитого полководца Яна Жижку.

## В главных ролях
- Зденек Штепанек — Ян Жижка
- Ян Пи́вец — император Священной Римской империи Сигизмунд
- Густав Хилмар — Цибор из Гвоздна
- Власта Матулова — Здена, дочь Цибора
- Бедржих Карен — Пробст Лужовицкого монастыря
- Мирослав Долежал — Ян Быдлинский
- Вацлав Воска — Петр Каниш
- Яна Рыбаржова — Марта, послушница
- Петр Ганичинец — Ондржей из Гвоздна
- Станислав Нейман — Sakristian
- Ярослав Войта — Симон «Огнивец»
- Мария Вашова — жена пекаря Йоха
- Владимир Раж — Томаш, сын пекаря Йоха
- Отто Лацкович — Ондржей, сын пекаря Йоха
- Рудольф Пеллар — Вацлав Коранда
- Богуслав Загорский — Лужовицкий крестьянин
- Радован Лукавский — Гетман из Грознейовиц
- Вацлав Шпидла — Ольдржих II из Рожмберка
- Витезслав Вейражка — Вацлав из Дубы
- Эдуард Когоут — Лефл Лазанский
- Рудольф Грушинский — Кршиштян из Прахатиц
- Франтишек Голар — Ян Желивский, проповедник
- Владимир Лераус — Шимон
- Йозеф Котапиш — Филиппо Сколари, кондотьер
- Бланка Валеска — женщина из Табора
- Владимир Ржепа — кутногорский мещанин